# والنتین راسپوتین
والنتین گریگوریویچ راسپوتین (روسی: Валентин Григорьевич Распутин؛ ۱۵ مارس ۱۹۳۷ – ۱۴ مارس ۲۰۱۵) یک نویسنده، و روزنامه‌نگار اهل اتحاد جماهیر سوسیالیستی شوروی بود.
وی همچنین برنده جوایزی همچون جایزه دولتی اتحاد شوروی و نشان لنین شده است.